# Llista de topònims de Cambrils
Llista de topònims (noms propis de lloc) del municipi de Cambrils, al Baix Camp
Informació actualitzada per un bot. Els canvis manuals es perdran quan s'actualitzi!

## cabana
| imatge | Nom               | Ubicat a | instància de | Detalls | coordenades                                                         | Protecció | Commons (més fotos) | Dades a WD                    |
| ------ | ----------------- | -------- | ------------ | ------- | ------------------------------------------------------------------- | --------- | ------------------- | ----------------------------- |
|        | Mas del Milan     | Cambrils | cabana       |         | 41° 04′ 30″ N, 1° 01′ 53″ E / 41.0750102464747°N,1.03144694183917°E |           |                     | Modifica les dades a Wikidata |
|        | caseta del Mauri  | Cambrils | cabana       |         | 41° 04′ 48″ N, 1° 00′ 35″ E / 41.0799413703322°N,1.00967055300524°E |           |                     | Modifica les dades a Wikidata |
|        | caseta del Merla  | Cambrils | cabana       |         | 41° 03′ 43″ N, 1° 00′ 38″ E / 41.0619063620518°N,1.01058350031357°E |           |                     | Modifica les dades a Wikidata |
|        | caseta del Solana | Cambrils | cabana       |         | 41° 04′ 44″ N, 1° 02′ 00″ E / 41.0787971322135°N,1.03325039849024°E |           |                     | Modifica les dades a Wikidata |
|        | caseta del Xiulet | Cambrils | cabana       |         | 41° 04′ 13″ N, 1° 00′ 42″ E / 41.0701651893762°N,1.0115722892217°E  |           |                     | Modifica les dades a Wikidata |

## casa
| imatge | Nom                             | Ubicat a | instància de | Detalls                                  | coordenades                                                                 | Protecció                                  | Commons (més fotos)                        | Dades a WD                    |
| ------ | ------------------------------- | -------- | ------------ | ---------------------------------------- | --------------------------------------------------------------------------- | ------------------------------------------ | ------------------------------------------ | ----------------------------- |
|        | casa al carrer Major, 23        | Cambrils | casa         | Estil: arquitectura popular 16th century | 41° 04′ 31″ N, 1° 03′ 05″ E / 41.075173°N,1.05134°E ca:C. Major, 23 24 msnm | bé integrant del patrimoni cultural català | Casa al carrer Major, 23 (Cambrils)        | Modifica les dades a Wikidata |
|        | casa al carrer Major, 5         | Cambrils | casa         | Estil: arquitectura popular              | 41° 04′ 30″ N, 1° 03′ 07″ E / 41.074936°N,1.051915°E                        | bé integrant del patrimoni cultural català | Casa al carrer Major, 5 (Cambrils)         | Modifica les dades a Wikidata |
|        | casa al carrer de Lloveres, 17  | Cambrils | casa         | Estil: arquitectura popular              | 41° 04′ 30″ N, 1° 03′ 03″ E / 41.074933°N,1.050937°E                        | bé integrant del patrimoni cultural català | Casa al carrer de Lloveres, 15 (Cambrils)  | Modifica les dades a Wikidata |
|        | casa al carrer de l'Hospital, 4 | Cambrils | casa         | Estil: arquitectura popular              | 41° 04′ 28″ N, 1° 03′ 12″ E / 41.074342°N,1.053305°E 20 msnm                | bé integrant del patrimoni cultural català | Casa al carrer de l'Hospital, 4 (Cambrils) | Modifica les dades a Wikidata |
|        | casa de la Senyora Margarida    | Cambrils | casa         | Estil: arquitectura popular              | 41° 04′ 27″ N, 1° 03′ 12″ E / 41.0742°N,1.05336°E                           | bé integrant del patrimoni cultural català | Casa de la Senyora Margarida               | Modifica les dades a Wikidata |

## curs d'aigua
| imatge | Nom                                              | Ubicat a                                                                | instància de               | Detalls                     | coordenades | Protecció | Commons (més fotos)                    | Dades a WD                    |
| ------ | ------------------------------------------------ | ----------------------------------------------------------------------- | -------------------------- | --------------------------- | --- | --------- | -------------------------------------- | ----------------------------- |
|        | Desembocadura de la riera de Maspujols o Riudoms | Cambrils                                                                | curs d'aigua desembocadura | Superfície: 5.62ha          | 41° 03′ 52″ N, 1° 04′ 55″ E / 41.06436111111111°N,1.0820555555555555°E                                            |           | Desembocadura de la Riera de Maspujols | Modifica les dades a Wikidata |
|        | riera d'Alforja                                  | Alforja les Borges del Camp Botarell Riudoms Montbrió del Camp Cambrils | curs d'aigua               | Desemboca: mar Mediterrània | 41° 13′ 15″ N, 0° 55′ 59″ E / 41.220903°N,0.933171°E 41° 03′ 48″ N, 1° 03′ 18″ E / 41.06339°N,1.055061111111111°E |           | Riera d'Alforja                        | Modifica les dades a Wikidata |
|        | riera de Maspujols                               | Vilaplana l'Aleixar Maspujols Riudoms Cambrils                          | curs d'aigua               | Desemboca: mar Mediterrània | 41° 15′ 22″ N, 1° 03′ 23″ E / 41.256237°N,1.056271°E 41° 03′ 49″ N, 1° 04′ 55″ E / 41.06368°N,1.08202°E           |           | Riera de Maspujols                     | Modifica les dades a Wikidata |
|        | riera de Riudecanyes                             | Riudecanyes Montbrió del Camp Mont-roig del Camp Cambrils               | curs d'aigua               | Desemboca: mar Mediterrània | 41° 10′ 23″ N, 0° 54′ 20″ E / 41.17318°N,0.905559°E                                                               |           | Riera de Riudecanyes                   | Modifica les dades a Wikidata |
|        | torrent d'en Gener                               | Cambrils                                                                | curs d'aigua               |                             | 41° 03′ 33″ N, 1° 02′ 17″ E / 41.059166666667°N,1.0380555555556°E                                                 |           | Torrent d'en Gener                     | Modifica les dades a Wikidata |

## entitat singular de població
| imatge | Nom           | Ubicat a | instància de                                   | Detalls   | coordenades                                                               | Protecció | Commons (més fotos) | Dades a WD                    |
| ------ | ------------- | -------- | ---------------------------------------------- | --------- | ------------------------------------------------------------------------- | --------- | ------------------- | ----------------------------- |
|        | Cambrils      | Cambrils | entitat singular de població capital municipal | 22774 hab | 41° 04′ 12″ N, 1° 03′ 34″ E / 41.06997°N,1.05949°E 24 msnm                |           |                     | Modifica les dades a Wikidata |
|        | Mas d'en Bosc | Cambrils | entitat singular de població                   | 2872 hab  | 41° 05′ 18″ N, 1° 05′ 43″ E / 41.088226836614°N,1.0951423483401°E 33 msnm |           |                     | Modifica les dades a Wikidata |
|        | Parc de Samà  | Cambrils | entitat singular de població                   | 355 hab   | 41° 06′ 20″ N, 1° 01′ 07″ E / 41.10555712°N,1.01868913°E 89 msnm          |           |                     | Modifica les dades a Wikidata |
|        | Vilafortuny   | Cambrils | entitat singular de població                   | 6618 hab  | 41° 04′ 37″ N, 1° 06′ 27″ E / 41.076944444444°N,1.1075°E 11 msnm          |           | Vilafortuny         | Modifica les dades a Wikidata |
|        | l'Ardiaca     | Cambrils | entitat singular de població                   | 1633 hab  | 41° 04′ 15″ N, 1° 01′ 44″ E / 41.070900707862°N,1.0289909747274°E 20 msnm |           |                     | Modifica les dades a Wikidata |
|        | la Llosa      | Cambrils | entitat singular de població                   | 2434 hab  | 41° 03′ 56″ N, 1° 02′ 15″ E / 41.065641246977°N,1.0374788715199°E 7 msnm  |           |                     | Modifica les dades a Wikidata |

## església
| imatge | Nom                           | Ubicat a    | instància de    | Detalls                                     | coordenades                                                | Protecció                   | Commons (més fotos)                      | Dades a WD                    |
| ------ | ----------------------------- | ----------- | --------------- | ------------------------------------------- | ---------------------------------------------------------- | --------------------------- | ---------------------------------------- | ----------------------------- |
|        | Ermita del Mas d'en Bosch     | Cambrils    | església ermita | Estil: arquitectura popular                 | 41° 05′ 09″ N, 1° 05′ 56″ E / 41.085893°N,1.09875°E        | bé cultural d'interès local | Santa Maria del Mas d'en Bosch           | Modifica les dades a Wikidata |
|        | Sant Pere de Cambrils         | Cambrils    | església        | Estil: academicisme Anomenat per: Sant Pere | 41° 03′ 58″ N, 1° 03′ 37″ E / 41.066196°N,1.060302°E       | bé cultural d'interès local | Sant Pere de Cambrils                    | Modifica les dades a Wikidata |
|        | Santa Maria de Cambrils       | Cambrils    | església        |                                             | 41° 04′ 28″ N, 1° 03′ 07″ E / 41.074391°N,1.051833°E       | bé cultural d'interès local | Santa Maria de Cambrils                  | Modifica les dades a Wikidata |
|        | Santa Maria de Vilafortuny    | Vilafortuny | església        |                                             | 41° 04′ 17″ N, 1° 05′ 59″ E / 41.07128°N,1.099823°E 3 msnm |                             |                                          | Modifica les dades a Wikidata |
|        | Santuari de la Verge del Camí | Cambrils    | església        | Estil: arquitectura barroca                 | 41° 04′ 17″ N, 1° 03′ 04″ E / 41.071303°N,1.051141°E       | bé cultural d'interès local | Santuari de la Verge del Camí (Cambrils) | Modifica les dades a Wikidata |

## granja
| imatge | Nom                       | Ubicat a | instància de | Detalls | coordenades                                                         | Protecció | Commons (més fotos) | Dades a WD                    |
| ------ | ------------------------- | -------- | ------------ | ------- | ------------------------------------------------------------------- | --------- | ------------------- | ----------------------------- |
|        | Granges Proexi            | Cambrils | granja       |         | 41° 05′ 13″ N, 1° 00′ 09″ E / 41.0868992255999°N,1.00262703881095°E |           |                     | Modifica les dades a Wikidata |
|        | Granges Vidal             | Cambrils | granja       |         | 41° 04′ 12″ N, 1° 02′ 54″ E / 41.0701012359696°N,1.04838720974151°E |           |                     | Modifica les dades a Wikidata |
|        | Granges del Tomàs Espolet | Cambrils | granja       |         | 41° 04′ 17″ N, 1° 02′ 47″ E / 41.0714734222674°N,1.04644224949417°E |           |                     | Modifica les dades a Wikidata |
|        | Granja Andorra            | Cambrils | granja       |         | 41° 05′ 52″ N, 1° 01′ 31″ E / 41.0978453570212°N,1.02521638891282°E |           |                     | Modifica les dades a Wikidata |
|        | Granja Barrabeig          | Cambrils | granja       |         | 41° 04′ 57″ N, 1° 00′ 40″ E / 41.0825805046561°N,1.01123369042568°E |           |                     | Modifica les dades a Wikidata |
|        | Granja Castellví          | Cambrils | granja       |         | 41° 05′ 07″ N, 1° 02′ 29″ E / 41.0852391971773°N,1.04128446541183°E |           |                     | Modifica les dades a Wikidata |
|        | Granja Coll               | Cambrils | granja       |         | 41° 05′ 12″ N, 1° 01′ 42″ E / 41.0867648591318°N,1.0282864501157°E  |           |                     | Modifica les dades a Wikidata |
|        | Granja Gibert             | Cambrils | granja       |         | 41° 04′ 21″ N, 1° 01′ 18″ E / 41.0726372390021°N,1.02174581238411°E |           |                     | Modifica les dades a Wikidata |
|        | Granja d'Albert Blanc     | Cambrils | granja       |         | 41° 06′ 25″ N, 1° 01′ 47″ E / 41.1070576955654°N,1.02982287588936°E |           |                     | Modifica les dades a Wikidata |
|        | Granja de l'Adolf         | Cambrils | granja       |         | 41° 04′ 38″ N, 1° 02′ 13″ E / 41.0772637104122°N,1.03681950995878°E |           |                     | Modifica les dades a Wikidata |
|        | Granja del Fargues        | Cambrils | granja       |         | 41° 04′ 47″ N, 1° 01′ 53″ E / 41.0795924630691°N,1.03129827357562°E |           |                     | Modifica les dades a Wikidata |
|        | Granja del Ramon Matas    | Cambrils | granja       |         | 41° 04′ 27″ N, 1° 02′ 18″ E / 41.0742246406232°N,1.03819545948249°E |           |                     | Modifica les dades a Wikidata |
|        | Granja del Rubio          | Cambrils | granja       |         | 41° 05′ 24″ N, 1° 02′ 28″ E / 41.0898934562055°N,1.04113428954687°E |           |                     | Modifica les dades a Wikidata |
|        | Granja del Vidal          | Cambrils | granja       |         | 41° 04′ 36″ N, 1° 00′ 52″ E / 41.0765742424604°N,1.01446201620423°E |           |                     | Modifica les dades a Wikidata |

## masia
| imatge | Nom                    | Ubicat a | instància de | Detalls                     | coordenades                                                                                    | Protecció                                  | Commons (més fotos) | Dades a WD                    |
| ------ | ---------------------- | -------- | ------------ | --------------------------- | ---------------------------------------------------------------------------------------------- | ------------------------------------------ | ------------------- | ----------------------------- |
|        | Cal Bonic              | Cambrils | masia        |                             | 41° 04′ 14″ N, 1° 05′ 27″ E / 41.0704704239086°N,1.09084312422667°E                            |                                            |                     | Modifica les dades a Wikidata |
|        | Cal Ros                | Cambrils | masia        |                             | 41° 04′ 14″ N, 1° 05′ 28″ E / 41.0706732241322°N,1.09112290838487°E                            |                                            |                     | Modifica les dades a Wikidata |
|        | Casa de Jesús Blàquez  | Cambrils | masia        |                             | 41° 04′ 47″ N, 1° 02′ 08″ E / 41.0797173739875°N,1.03544896233456°E                            |                                            |                     | Modifica les dades a Wikidata |
|        | Catxumà                | Cambrils | masia        |                             | 41° 05′ 48″ N, 1° 02′ 33″ E / 41.0965842722333°N,1.04262622849766°E                            |                                            |                     | Modifica les dades a Wikidata |
|        | Mas Castells           | Cambrils | masia        |                             | 41° 04′ 20″ N, 1° 03′ 18″ E / 41.0721955578319°N,1.05505012921118°E                            |                                            |                     | Modifica les dades a Wikidata |
|        | Mas Rovira             | Cambrils | masia        |                             | 41° 04′ 26″ N, 1° 04′ 02″ E / 41.0739503140327°N,1.06725823571464°E                            |                                            |                     | Modifica les dades a Wikidata |
|        | Mas Serrano            | Cambrils | masia        |                             | 41° 04′ 54″ N, 1° 01′ 39″ E / 41.081683564928°N,1.0274783275452°E                              |                                            |                     | Modifica les dades a Wikidata |
|        | Mas Solana             | Cambrils | masia        |                             | 41° 04′ 24″ N, 1° 02′ 42″ E / 41.0734288250415°N,1.04489651160899°E                            |                                            |                     | Modifica les dades a Wikidata |
|        | Mas Solanes            | Cambrils | masia        |                             | 41° 04′ 13″ N, 1° 01′ 42″ E / 41.0702352026167°N,1.02822114532226°E                            |                                            |                     | Modifica les dades a Wikidata |
|        | Mas d'Amanda           | Cambrils | masia        |                             | 41° 04′ 22″ N, 1° 01′ 37″ E / 41.0727331652695°N,1.0268134025586°E                             |                                            |                     | Modifica les dades a Wikidata |
|        | Mas d'en Blai          | Cambrils | masia        | Estil: arquitectura popular | 41° 06′ 07″ N, 1° 01′ 02″ E / 41.102°N,1.01723°E ca:Samá. Camí de Mont-roig del Camp a Vinyols | bé integrant del patrimoni cultural català | Mas d'en Blai       | Modifica les dades a Wikidata |
|        | Mas d'en Bosch         | Cambrils | masia        | Estil: arquitectura popular | 41° 05′ 11″ N, 1° 05′ 54″ E / 41.0863°N,1.09843°E                                              | bé cultural d'interès local                | Mas d'en Bosch      | Modifica les dades a Wikidata |
|        | Mas d'en Pou           | Cambrils | masia        |                             | 41° 05′ 40″ N, 1° 05′ 06″ E / 41.0943413136703°N,1.08494881439872°E                            |                                            |                     | Modifica les dades a Wikidata |
|        | Mas de Clariana        | Cambrils | masia        |                             | 41° 04′ 46″ N, 1° 06′ 23″ E / 41.0794388285188°N,1.10648700180912°E                            |                                            |                     | Modifica les dades a Wikidata |
|        | Mas de Lambert         | Cambrils | masia        |                             | 41° 05′ 31″ N, 1° 05′ 05″ E / 41.0918329251698°N,1.0846883137963°E                             |                                            |                     | Modifica les dades a Wikidata |
|        | Mas de Modesto         | Cambrils | masia        |                             | 41° 04′ 45″ N, 1° 00′ 47″ E / 41.079206443992°N,1.01301385328168°E                             |                                            |                     | Modifica les dades a Wikidata |
|        | Mas de Rebost          | Cambrils | masia        |                             | 41° 05′ 56″ N, 1° 01′ 41″ E / 41.0989496518571°N,1.02816011217647°E                            |                                            |                     | Modifica les dades a Wikidata |
|        | Mas de Sant Rafael     | Cambrils | masia        | Estil: arquitectura popular | 41° 06′ 00″ N, 0° 59′ 56″ E / 41.1°N,0.998875°E ca:Camí de Riudecanyes                         | bé cultural d'interès local                | Mas de Sant Rafael  | Modifica les dades a Wikidata |
|        | Mas de Sentís          | Cambrils | masia        | Estil: arquitectura popular | 41° 04′ 11″ N, 1° 02′ 49″ E / 41.0696°N,1.04682°E                                              | bé integrant del patrimoni cultural català | Mas de Sentís       | Modifica les dades a Wikidata |
|        | Mas de l'Amadeu Mas    | Cambrils | masia        |                             | 41° 04′ 16″ N, 1° 01′ 26″ E / 41.0710817307309°N,1.02400626722998°E                            |                                            |                     | Modifica les dades a Wikidata |
|        | Mas de l'Arany         | Cambrils | masia        | Estil: arquitectura popular | 41° 03′ 21″ N, 1° 01′ 19″ E / 41.05574°N,1.021986°E                                            | bé cultural d'interès local                | Mas de l'Arany      | Modifica les dades a Wikidata |
|        | Mas de l'Espardenyot   | Cambrils | masia        |                             | 41° 04′ 18″ N, 1° 01′ 49″ E / 41.0717034836079°N,1.03033158132906°E                            |                                            |                     | Modifica les dades a Wikidata |
|        | Mas de l'Inglès        | Cambrils | masia        |                             | 41° 04′ 10″ N, 1° 00′ 19″ E / 41.0695792479729°N,1.00529383394969°E                            |                                            |                     | Modifica les dades a Wikidata |
|        | Mas de la Foresa       | Cambrils | masia        |                             | 41° 03′ 47″ N, 1° 00′ 58″ E / 41.0631473477299°N,1.01621085148801°E                            |                                            |                     | Modifica les dades a Wikidata |
|        | Mas de la Meleneta     | Cambrils | masia        |                             | 41° 04′ 28″ N, 1° 01′ 21″ E / 41.0745605284498°N,1.02254513785848°E                            |                                            |                     | Modifica les dades a Wikidata |
|        | Mas del Baltasar       | Cambrils | masia        |                             | 41° 04′ 44″ N, 1° 01′ 40″ E / 41.0789181963662°N,1.02768779426437°E                            |                                            |                     | Modifica les dades a Wikidata |
|        | Mas del Barrabeig      | Cambrils | masia        |                             | 41° 04′ 55″ N, 1° 00′ 44″ E / 41.0819395345709°N,1.0121934487883°E                             |                                            |                     | Modifica les dades a Wikidata |
|        | Mas del Botetes        | Cambrils | masia        |                             | 41° 05′ 53″ N, 1° 01′ 48″ E / 41.0980711266776°N,1.02998436606094°E                            |                                            |                     | Modifica les dades a Wikidata |
|        | Mas del Cavaller       | Cambrils | masia        |                             | 41° 05′ 12″ N, 1° 04′ 52″ E / 41.0867992687185°N,1.08098918920471°E                            |                                            |                     | Modifica les dades a Wikidata |
|        | Mas del Cisco          | Cambrils | masia        |                             | 41° 06′ 18″ N, 1° 01′ 57″ E / 41.1049524297267°N,1.03260092418591°E                            |                                            |                     | Modifica les dades a Wikidata |
|        | Mas del Dalmau         | Cambrils | masia        |                             | 41° 05′ 00″ N, 1° 00′ 03″ E / 41.083200067908°N,1.00071534482727°E                             |                                            |                     | Modifica les dades a Wikidata |
|        | Mas del Fargues        | Cambrils | masia        |                             | 41° 04′ 44″ N, 1° 00′ 40″ E / 41.0788421349731°N,1.01121548235387°E                            |                                            |                     | Modifica les dades a Wikidata |
|        | Mas del Frederic Macip | Cambrils | masia        |                             | 41° 04′ 30″ N, 1° 02′ 14″ E / 41.0751076963952°N,1.0371574462605°E                             |                                            |                     | Modifica les dades a Wikidata |
|        | Mas del Grifoll        | Cambrils | masia        |                             | 41° 04′ 37″ N, 1° 01′ 11″ E / 41.077063340104°N,1.01985138167288°E                             |                                            |                     | Modifica les dades a Wikidata |
|        | Mas del Juncosa        | Cambrils | masia        |                             | 41° 04′ 12″ N, 1° 01′ 22″ E / 41.069870299844°N,1.02269762653238°E                             |                                            |                     | Modifica les dades a Wikidata |
|        | Mas del Mateu          | Cambrils | masia        |                             | 41° 04′ 16″ N, 1° 05′ 05″ E / 41.0711958179905°N,1.08462104038543°E                            |                                            |                     | Modifica les dades a Wikidata |
|        | Mas del Mestres        | Cambrils | masia        |                             | 41° 05′ 23″ N, 1° 02′ 53″ E / 41.0898213653547°N,1.04802978068207°E                            |                                            |                     | Modifica les dades a Wikidata |
|        | Mas del Morales        | Cambrils | masia        |                             | 41° 04′ 29″ N, 1° 02′ 29″ E / 41.0747564529841°N,1.04139342204924°E                            |                                            |                     | Modifica les dades a Wikidata |
|        | Mas del Negre          | Cambrils | masia        |                             | 41° 04′ 52″ N, 1° 04′ 32″ E / 41.0811040936513°N,1.07544096365442°E                            |                                            |                     | Modifica les dades a Wikidata |
|        | Mas del Plana          | Cambrils | masia        |                             | 41° 05′ 44″ N, 1° 01′ 41″ E / 41.0955153288934°N,1.02801281401163°E                            |                                            |                     | Modifica les dades a Wikidata |
|        | Mas del Prim           | Cambrils | masia        |                             | 41° 05′ 01″ N, 1° 04′ 50″ E / 41.0836492768588°N,1.08060467750921°E                            |                                            |                     | Modifica les dades a Wikidata |
|        | Mas del Rabassó        | Cambrils | masia        |                             | 41° 04′ 16″ N, 1° 01′ 36″ E / 41.0710623536656°N,1.02655391916775°E                            |                                            |                     | Modifica les dades a Wikidata |
|        | Mas del Regueral       | Cambrils | masia        |                             | 41° 04′ 24″ N, 1° 04′ 01″ E / 41.0734157442026°N,1.06707155244445°E                            |                                            |                     | Modifica les dades a Wikidata |
|        | Mas del Rom            | Cambrils | masia        |                             | 41° 04′ 23″ N, 1° 01′ 30″ E / 41.0731422913105°N,1.02493245994635°E                            |                                            |                     | Modifica les dades a Wikidata |
|        | Mas del Rossendo       | Cambrils | masia        |                             | 41° 06′ 20″ N, 1° 02′ 01″ E / 41.1056164832361°N,1.03350995654017°E                            |                                            |                     | Modifica les dades a Wikidata |
|        | Mas del Sabater        | Cambrils | masia        |                             | 41° 05′ 43″ N, 1° 05′ 12″ E / 41.095291159468°N,1.0866036458191°E                              |                                            |                     | Modifica les dades a Wikidata |
|        | Mas del Vega           | Cambrils | masia        |                             | 41° 06′ 46″ N, 1° 01′ 53″ E / 41.1126781108825°N,1.03139361208281°E                            |                                            |                     | Modifica les dades a Wikidata |
|        | Mas del Vela           | Cambrils | masia        |                             | 41° 04′ 24″ N, 1° 03′ 51″ E / 41.073455028054°N,1.06404712190091°E                             |                                            |                     | Modifica les dades a Wikidata |
|        | Mas del Vicent         | Cambrils | masia        |                             | 41° 04′ 37″ N, 1° 01′ 30″ E / 41.0769334724344°N,1.0248784566377°E                             |                                            |                     | Modifica les dades a Wikidata |
|        | Mas del Vileta         | Cambrils | masia        |                             | 41° 04′ 31″ N, 1° 06′ 52″ E / 41.0753359347041°N,1.11444889630545°E                            |                                            |                     | Modifica les dades a Wikidata |
|        | Mas del Vives          | Cambrils | masia        |                             | 41° 03′ 59″ N, 1° 01′ 50″ E / 41.0663666551182°N,1.03059801260722°E                            |                                            |                     | Modifica les dades a Wikidata |
|        | Mas del Víctor         | Cambrils | masia        |                             | 41° 04′ 19″ N, 1° 05′ 19″ E / 41.071903139752°N,1.0884723816091°E                              |                                            |                     | Modifica les dades a Wikidata |
|        | Mas del Xaranga        | Cambrils | masia        |                             | 41° 04′ 56″ N, 1° 05′ 08″ E / 41.0822071673452°N,1.08542026408875°E                            |                                            |                     | Modifica les dades a Wikidata |
|        | Mas del Xixarra        | Cambrils | masia        |                             | 41° 06′ 39″ N, 1° 01′ 58″ E / 41.1108725219783°N,1.03273378361314°E                            |                                            |                     | Modifica les dades a Wikidata |
|        | Mas dels Horts         | Cambrils | masia        |                             | 41° 04′ 29″ N, 1° 03′ 39″ E / 41.0746514076328°N,1.06073871630507°E                            |                                            |                     | Modifica les dades a Wikidata |
|        | Masets del Pedrola     | Cambrils | masia        |                             | 41° 04′ 11″ N, 1° 05′ 20″ E / 41.0697011989626°N,1.08899676603902°E                            |                                            |                     | Modifica les dades a Wikidata |
|        | Vilagrassa             | Cambrils | masia        |                             | 41° 05′ 34″ N, 1° 05′ 36″ E / 41.0928965513417°N,1.09342038249976°E                            |                                            |                     | Modifica les dades a Wikidata |
|        | Xalet del Blanco       | Cambrils | masia        |                             | 41° 04′ 50″ N, 1° 04′ 33″ E / 41.0806851261253°N,1.07570317371344°E                            |                                            |                     | Modifica les dades a Wikidata |
|        | Xalet del Recasens     | Cambrils | masia        |                             | 41° 04′ 30″ N, 1° 03′ 20″ E / 41.074887266599°N,1.05549449466762°E                             |                                            |                     | Modifica les dades a Wikidata |
|        | Xalet del Vallès       | Cambrils | masia        |                             | 41° 04′ 32″ N, 1° 03′ 19″ E / 41.0754594366837°N,1.05523956723604°E                            |                                            |                     | Modifica les dades a Wikidata |
|        | Xalet del Viola        | Cambrils | masia        |                             | 41° 04′ 18″ N, 1° 01′ 30″ E / 41.0715837935218°N,1.0249196083716°E                             |                                            |                     | Modifica les dades a Wikidata |
|        | la Masieta             | Cambrils | masia        |                             | 41° 05′ 32″ N, 1° 00′ 55″ E / 41.092282315677°N,1.0152553035717°E                              |                                            |                     | Modifica les dades a Wikidata |

## molí d'aigua
| imatge | Nom                         | Ubicat a | instància de                  | Detalls                                  | coordenades                                                         | Protecció                                  | Commons (més fotos)         | Dades a WD                    |
| ------ | --------------------------- | -------- | ----------------------------- | ---------------------------------------- | ------------------------------------------------------------------- | ------------------------------------------ | --------------------------- | ----------------------------- |
|        | Molí d'en Bernat Rollan     | Cambrils | molí d'aigua                  | Estil: arquitectura popular              |                                                                     | bé integrant del patrimoni cultural català |                             | Modifica les dades a Wikidata |
|        | Molí de Dalt                | Cambrils | molí d'aigua                  | Estil: arquitectura popular              |                                                                     | bé integrant del patrimoni cultural català |                             | Modifica les dades a Wikidata |
|        | Molí de Sant Quintí         | Cambrils | molí d'aigua                  | Estil: arquitectura popular 19th century |                                                                     | bé integrant del patrimoni cultural català |                             | Modifica les dades a Wikidata |
|        | Museu Molí de les Tres Eres | Cambrils | molí d'aigua museu d'història | Estil: arquitectura popular 2001         | 41° 04′ 21″ N, 1° 03′ 23″ E / 41.0725°N,1.05644°E ca:Via Augusta, 1 | bé integrant del patrimoni cultural català | Molí de les Tres Eres       | Modifica les dades a Wikidata |
|        | molí de l'Ardiaca           | Cambrils | molí d'aigua                  | Estil: arquitectura popular              | 41° 03′ 28″ N, 1° 01′ 47″ E / 41.057777777778°N,1.0297222222222°E   | bé cultural d'interès local                | Molí de l'Ardiaca           | Modifica les dades a Wikidata |
|        | molí de la Torre            | Cambrils | molí d'aigua                  | Estil: arquitectura popular              | 41° 04′ 07″ N, 1° 04′ 14″ E / 41.06868°N,1.070576°E                 | bé integrant del patrimoni cultural català | Molí de la Torre (Cambrils) | Modifica les dades a Wikidata |

## parc
| imatge | Nom               | Ubicat a | instància de | Detalls | coordenades                                          | Protecció | Commons (més fotos) | Dades a WD                    |
| ------ | ----------------- | -------- | ------------ | ------- | ---------------------------------------------------- | --------- | ------------------- | ----------------------------- |
|        | Parc del Pescador | Cambrils | parc         |         | 41° 03′ 56″ N, 1° 03′ 29″ E / 41.06549°N,1.05804°E   |           | Parc del Pescador   | Modifica les dades a Wikidata |
|        | parc del Pinaret  | Cambrils | parc         |         | 41° 04′ 39″ N, 1° 02′ 57″ E / 41.077428°N,1.049156°E |           |                     | Modifica les dades a Wikidata |

## platja
| imatge | Nom                              | Ubicat a | instància de                                | Detalls                 | coordenades                                                            | Protecció | Commons (més fotos)              | Dades a WD                    |
| ------ | -------------------------------- | -------- | ------------------------------------------- | ----------------------- | ---------------------------------------------------------------------- | --------- | -------------------------------- | ----------------------------- |
|        | Playa Cambrils D Camilo          | Cambrils | platja                                      |                         | 41° 03′ 51″ N, 1° 05′ 07″ E / 41.0641°N,1.08533°E                      |           |                                  | Modifica les dades a Wikidata |
|        | platja Eldorado                  | Cambrils | platja                                      |                         | 41° 03′ 39″ N, 1° 02′ 27″ E / 41.06073°N,1.04083°E                     |           |                                  | Modifica les dades a Wikidata |
|        | platja de Cambrils               | Cambrils | platja                                      |                         | 41° 03′ 57″ N, 1° 04′ 09″ E / 41.06588°N,1.06913°E                     |           |                                  | Modifica les dades a Wikidata |
|        | platja de Vilafortuny            | Cambrils | platja platja d'arena daurada platja urbana | Llarg: 1760m Ample: 40m | 41° 04′ 08″ N, 1° 05′ 57″ E / 41.068817°N,1.099084°E                   |           | Platja de Vilafortuny            | Modifica les dades a Wikidata |
|        | platja de l'Ardiaca              | Cambrils | platja codolar platja urbana                | Llarg: 1470m Ample: 30m | 41° 03′ 25″ N, 1° 01′ 58″ E / 41.0569999999°N,1.0326999996208°E        |           |                                  | Modifica les dades a Wikidata |
|        | platja de l'Esquirol             | Cambrils | platja platja d'arena daurada               | Llarg: 750m Ample: 30m  | 41° 03′ 53″ N, 1° 05′ 10″ E / 41.064599999753°N,1.0862000000031°E      |           | Platja de L'Esquirol             | Modifica les dades a Wikidata |
|        | platja de l'Horta de Santa Maria | Cambrils | platja platja d'arena daurada platja urbana | Llarg: 360m Ample: 80m  | 41° 03′ 52″ N, 1° 03′ 06″ E / 41.064575°N,1.05173888889°E              |           | Platja de l'Horta de Santa Maria | Modifica les dades a Wikidata |
|        | platja de la Llosa               | Cambrils | platja platja d'arena daurada platja urbana | Llarg: 1100m Ample: 30m | 41° 03′ 48″ N, 1° 02′ 46″ E / 41.063199999765°N,1.0462000002881°E      |           | Platja de la Llosa               | Modifica les dades a Wikidata |
|        | platja de la Riera (Cambrils)    | Cambrils | platja                                      |                         | 41° 03′ 50″ N, 1° 03′ 20″ E / 41.06375752531767°N,1.0556255238567878°E |           | Platja de la Riera (Cambrils)    | Modifica les dades a Wikidata |
|        | platja del Cap de Sant Pere      | Cambrils | platja platja d'arena daurada platja urbana | Llarg: 590m Ample: 25m  | 41° 04′ 18″ N, 1° 06′ 31″ E / 41.071600000278°N,1.1086999996182°E      |           | Platja del Cap de Sant Pere      | Modifica les dades a Wikidata |
|        | platja del Cavet                 | Cambrils | platja platja d'arena daurada codolar       | Llarg: 590m Ample: 30m  | 41° 03′ 52″ N, 1° 04′ 37″ E / 41.064365°N,1.077022°E                   |           | Platja del Cavet                 | Modifica les dades a Wikidata |
|        | platja del Prat d'en Forès       | Cambrils | platja platja d'arena daurada platja urbana | Llarg: 830m Ample: 80m  | 41° 03′ 59″ N, 1° 04′ 10″ E / 41.066294°N,1.069518°E                   |           | Platja del Prat d'en Forès       | Modifica les dades a Wikidata |

## torre de defensa
| imatge | Nom                         | Ubicat a | instància de                      | Detalls                     | coordenades                                                                                          | Protecció                                            | Commons (més fotos)         | Dades a WD                    |
| ------ | --------------------------- | -------- | --------------------------------- | --------------------------- | --- | ---------------------------------------------------- | --------------------------- | ----------------------------- |
|        | Torre de l'Ermita           | Cambrils | torre de defensa                  |                             | 41° 04′ 17″ N, 1° 03′ 03″ E / 41.07131944444444°N,1.0509027777777775°E ca:Carrer Verge del Camí, s/n | bé d'interès cultural bé cultural d'interès nacional | Torre del santuari del Camí | Modifica les dades a Wikidata |
|        | Torre de la Presó           | Cambrils | torre de defensa edifici històric |                             | 41° 04′ 34″ N, 1° 03′ 05″ E / 41.0761219181398°N,1.05126819100028°E                                  |                                                      |                             | Modifica les dades a Wikidata |
|        | Torres del Mas dels Tegells | Cambrils | torre de defensa edifici històric |                             | 41° 06′ 01″ N, 0° 59′ 56″ E / 41.1001541624227°N,0.998772211405642°E                                 |                                                      |                             | Modifica les dades a Wikidata |
|        | torre Bargallona            | Cambrils | torre de defensa                  | Estil: arquitectura popular | 41° 05′ 21″ N, 1° 05′ 25″ E / 41.0892°N,1.09036°E                                                    | bé integrant del patrimoni cultural català           | Torre Bargallona            | Modifica les dades a Wikidata |
|        | torre de la riera d'Alforja | Cambrils | torre de defensa                  | Estil: arquitectura popular | 41° 04′ 19″ N, 1° 03′ 18″ E / 41.072°N,1.05494°E                                                     | bé integrant del patrimoni cultural català           | Torre de la riera d'Alforja | Modifica les dades a Wikidata |

## torre de sentinella
| imatge | Nom                      | Ubicat a | instància de        | Detalls      | coordenades                                                                                | Protecció                                            | Commons (més fotos)          | Dades a WD                    |
| ------ | ------------------------ | -------- | ------------------- | ------------ | ------------------------------------------------------------------------------------------ | ---------------------------------------------------- | ---------------------------- | ----------------------------- |
|        | Torre de l'Hort de Maria | Cambrils | torre de sentinella |              | 41° 04′ 28″ N, 1° 03′ 04″ E / 41.074506°N,1.050995°E ca:Carrer de Creus 24 msnm            | bé d'interès cultural bé cultural d'interès nacional | Torre de l'Hort de Maria     | Modifica les dades a Wikidata |
|        | Torre del Mas del Bisbe  | Cambrils | torre de sentinella |              | 41° 05′ 09″ N, 1° 05′ 05″ E / 41.085747°N,1.084675°E ca:Carretera N-340, km 1147 35 msnm   | bé d'interès cultural bé cultural d'interès nacional | Torre del Mas del Bisbe      | Modifica les dades a Wikidata |
|        | Torre del Port           | Cambrils | torre de sentinella | 17th century | 41° 03′ 55″ N, 1° 03′ 36″ E / 41.065361°N,1.060028°E ca:Carrer del Consolat de Mar 18 msnm | bé d'interès cultural bé cultural d'interès nacional | Torre del barri de la Marina | Modifica les dades a Wikidata |

## xemeneia de fàbrica
| imatge | Nom                                | Ubicat a | instància de        | Detalls                                  | coordenades                                                                         | Protecció                                  | Commons (més fotos)                | Dades a WD                    |
| ------ | ---------------------------------- | -------- | ------------------- | ---------------------------------------- | ----------------------------------------------------------------------------------- | ------------------------------------------ | ---------------------------------- | ----------------------------- |
|        | xemeneia de la Bòbila d'en Rigual  | Cambrils | xemeneia de fàbrica | Estil: arquitectura popular 19th century | 41° 04′ 37″ N, 1° 03′ 30″ E / 41.076953°N,1.058417°E ca:Raval de Gràcia 25 msnm     | bé integrant del patrimoni cultural català | Xemeneia de la Bòbila d'en Rigual  | Modifica les dades a Wikidata |
|        | xemeneia de la Bòbila del Vidiella | Cambrils | xemeneia de fàbrica | Estil: arquitectura popular 19th century | 41° 04′ 36″ N, 1° 03′ 21″ E / 41.076753°N,1.055777°E ca:Bòbila del Vidiella 25 msnm | bé integrant del patrimoni cultural català | Xemeneia de la bòvila del Vidiella | Modifica les dades a Wikidata |

## Misc
| imatge | Nom                                              | Ubicat a                                           | instància de                                           | Detalls                                                          | coordenades | Protecció                                            | Commons (més fotos)                      | Dades a WD                    |
| ------ | ------------------------------------------------ | -------------------------------------------------- | ------------------------------------------------------ | ---------------------------------------------------------------- | --- | ---------------------------------------------------- | ---------------------------------------- | ----------------------------- |
|        | Cambrils Badia                                   | Cambrils                                           | nucli de població nucli d'entitat singular de població | 2839 hab                                                         | 41° 04′ 08″ N, 1° 04′ 22″ E / 41.0688816835164°N,1.07278636000976°E 5 msnm                                      |                                                      |                                          | Modifica les dades a Wikidata |
|        | Cap de Santes Creus-Litoral meridional tarragoní | Cambrils l'Hospitalet de l'Infant l'Ametlla de Mar | àrea protegida                                         | 1992 Superfície: 4700.91776ha                                    | 40° 51′ 35″ N, 0° 46′ 38″ E / 40.859837°N,0.777134°E                                                            |                                                      | Cap de Santes Creus                      | Modifica les dades a Wikidata |
|        | Castell de Vilafortuny                           | Cambrils                                           | castell jaciment arqueològic                           |                                                                  | 41° 04′ 20″ N, 1° 05′ 47″ E / 41.072361°N,1.096389°E                                                            | bé cultural d'interès local                          | Castell de Vilafortuny                   | Modifica les dades a Wikidata |
|        | Celler del Sindicat Agrícola                     | Cambrils                                           | edifici Ús: celler museu botiga                        | Arquitecte: Bernardí Martorell i Puig Estil: noucentisme 1910s   | 41° 04′ 22″ N, 1° 03′ 11″ E / 41.072745°N,1.05299°E ca:Carrer del Sindicat, 2. Cambrils                         | bé cultural d'interès local                          | Celler del Sindicat Agrícola de Cambrils | Modifica les dades a Wikidata |
|        | Estació de Cambrils                              | Cambrils                                           | estació de ferrocarril                                 | Estat: enderrocat o destruït                                     | 41° 04′ 09″ N, 1° 03′ 11″ E / 41.06926°N,1.05293°E                                                              |                                                      | Cambrils train station                   | Modifica les dades a Wikidata |
|        | Forn de la Castlania                             | Cambrils                                           | forn                                                   | Estil: arquitectura popular                                      | | bé integrant del patrimoni cultural català           |                                          | Modifica les dades a Wikidata |
|        | Muralla de Cambrils                              | Cambrils                                           | muralla urbana                                         | Estil: arquitectura popular                                      | 41° 04′ 34″ N, 1° 03′ 04″ E / 41.076°N,1.05105°E                                                                | bé cultural d'interès nacional                       | Muralla de Cambrils                      | Modifica les dades a Wikidata |
|        | Parc Samà                                        | Cambrils                                           | jardí històric                                         | Estil: arquitectura eclèctica arquitectura neoclàssica           | 41° 06′ 20″ N, 1° 01′ 14″ E / 41.1055°N,1.02044°E ca:Carretera T-312 a Montbrió, km 4,3 85 msnm                 | bé d'interès cultural bé cultural d'interès nacional | Parc Samà                                | Modifica les dades a Wikidata |
|        | Polígon industrial de Belianes                   | Cambrils                                           | polígon industrial                                     |                                                                  | 41° 04′ 39″ N, 1° 02′ 21″ E / 41.0775989023426°N,1.03904737167792°E                                             |                                                      |                                          | Modifica les dades a Wikidata |
|        | Port de Cambrils                                 | Cambrils                                           | port esportiu port pesquer                             |                                                                  | 41° 03′ 48″ N, 1° 03′ 41″ E / 41.06333333333333°N,1.061388888888889°E                                           |                                                      | Port of Cambrils                         | Modifica les dades a Wikidata |
|        | Portal del Carrer Major                          | Cambrils                                           | porta de ciutat                                        |                                                                  | 41° 04′ 32″ N, 1° 03′ 02″ E / 41.0755862621726°N,1.05048651202447°E                                             |                                                      |                                          | Modifica les dades a Wikidata |
|        | Refugi antiaeri del carrer Creus                 | Cambrils                                           | refugi antiaeri                                        | 1938                                                             | |                                                      |                                          | Modifica les dades a Wikidata |
|        | Torre de l'Esquirol                              | Cambrils                                           | torre de telegrafia òptica                             | 19th century                                                     | 41° 03′ 52″ N, 1° 05′ 06″ E / 41.064407°N,1.084974°E ca:Passeig Marítim de Llevant, platja de l'Esquirol 3 msnm | bé d'interès cultural bé cultural d'interès nacional | Torre de l'Esquirol                      | Modifica les dades a Wikidata |
|        | Torres de Cambrils                               | Cambrils                                           | vèrtex geodèsic                                        | Alt: 1.2m                                                        | 41° 04′ 11″ N, 1° 04′ 18″ E / 41.069768°N,1.071613°E 58.867 msnm                                                |                                                      |                                          | Modifica les dades a Wikidata |
|        | cap de Sant Pere                                 | Cambrils                                           | cap                                                    |                                                                  | 41° 04′ 21″ N, 1° 06′ 48″ E / 41.07238°N,1.11329°E                                                              |                                                      |                                          | Modifica les dades a Wikidata |
|        | casa consistorial de Cambrils                    | Cambrils                                           | casa consistorial                                      |                                                                  | 41° 04′ 16″ N, 1° 03′ 28″ E / 41.0709936°N,1.0577437°E                                                          |                                                      | Town hall of Cambrils                    | Modifica les dades a Wikidata |
|        | cementiri de Cambrils                            | Cambrils                                           | cementiri                                              |                                                                  | 41° 04′ 50″ N, 1° 02′ 19″ E / 41.080583°N,1.038688°E                                                            |                                                      | Cementiri de Cambrils                    | Modifica les dades a Wikidata |
|        | desembocadura de la riera de Riudecanyes         | Cambrils Mont-roig del Camp                        | zona humida curs d'aigua desembocadura                 | Superfície: 8.5ha                                                | 41° 03′ 07″ N, 1° 01′ 25″ E / 41.052069°N,1.023594°E                                                            |                                                      | Desembocadura de la Riera de Riudecanyes | Modifica les dades a Wikidata |
|        | forn del Ferré                                   | Cambrils                                           | forn de calç                                           | Estil: arquitectura popular 19th century                         | 41° 04′ 34″ N, 1° 03′ 23″ E / 41.076141°N,1.056284°E ca:Raval de Gràcia 24 msnm                                 | bé integrant del patrimoni cultural català           | Forn del Ferrer                          | Modifica les dades a Wikidata |
|        | la Creu                                          | Cambrils                                           | creu de la Santa Missió                                |                                                                  | 41° 04′ 02″ N, 1° 03′ 24″ E / 41.067137°N,1.05669°E                                                             |                                                      |                                          | Modifica les dades a Wikidata |
|        | mar Mediterrània                                 |                                                    | mar interior mar mediterrani conca hidrogràfica        | Superfície: 2500000km² Profunditat: 5267 1541m Volum: 3839000km³ | 38° N, 17° E / 38°N,17°E 0 msnm                                                                                 |                                                      | Mediterranean Sea                        | Modifica les dades a Wikidata |
|        | plaça de la Vila                                 | Cambrils                                           | plaça                                                  |                                                                  | 41° 04′ 28″ N, 1° 03′ 10″ E / 41.07443377032557°N,1.0528031535946123°E                                          |                                                      | Plaça de la Vila (Cambrils)              | Modifica les dades a Wikidata |
|        | vil·la romana de la Llosa                        | Cambrils                                           | jaciment arqueològic vil·la romana estructura romana   |                                                                  | 41° 03′ 57″ N, 1° 03′ 02″ E / 41.065796°N,1.050553°E                                                            |                                                      | Villa romana de la Llosa, Cambrils       | Modifica les dades a Wikidata |